# Coosada, Alabama
Coosada là một thị trấn thuộc quận Elmore, tiểu bang Alabama, Hoa Kỳ. Dân số năm 2009 là 1687 người, mật độ đạt 92 người/km².